# Şarköy
Şarköy ist eine Stadtgemeinde (Belediye) im gleichnamigen Ilçe (Landkreis) der Provinz Tekirdağ im europäischen Teil der Türkei. Sie ist gleichfalls eine Gemeinde der 2012 geschaffenen Büyüksehir belediyesi Tekirdağ  (Großstadtgemeinde/Metropolprovinz). Seit der Gebietsreform 2013 ist die Gemeinde flächen- und einwohnermäßig identisch mit dem Landkreis.
Şarköy grenzt im Nordwesten an die Provinz Çanakkale. Die Stadt selbst liegt als südlichster Stadtbezirk von Tekirdağ an der Küste des Marmarameeres. Der Name der Stadt wird fälschlicherweise als Ursprung für die Benennung der Şarköy Kelime genannt, diese leiten ihren Namen aber von dem Homonymen türkischen Namen des Ortes Pirot, der in osmanischer Zeit ebenfalls Şarköy genannt wurde, ab.
Die im Stadtlogo manifestierte Jahreszahl 1923 dürfte auf das Jahr zur Erhebung als Stadtgemeinde (Belediye) hinweisen.
Şarköy bestand als Kreis bzw. Vorgänger schon vor der Gründung der türkischen Republik 1923 und blieb bis zu seiner Auflösung nahezu unverändert. Er bestand (bis) Ende 2012 neben der Kreisstadt aus den beiden Stadtgemeinden (Belediye) Hoşköy und Mürefte sowie 26 Dörfern (Köy), die während der Verwaltungsreform 2013 in Mahalle (Stadtviertel, Ortsteile) überführt wurden, die drei existierenden Mahalle der Kreisstadt blieben erhalten. Den Mahalle steht ein Muhtar als oberster Beamter vor.
Ende 2020 lebten durchschnittlich 1.053 Menschen in jedem dieser 31 Mahalle, 8.385 Einw. in İstiklal.